# Fäktning vid olympiska sommarspelen 1988
Vid olympiska sommarspelen 1988 i Seoul avgjordes åtta grenar i fäktning, sex för män och två för kvinnor, och tävlingarna hölls mellan 20 och 30 september 1988 i Olympic Fencing Gymnasium. Antalet deltagare var 317 tävlande från 42 länder.

## Medaljfördelning
| Medaljfördelning |               |      |        |       |        |
| Placering        | Nation        | Guld | Silver | Brons | Totalt |
| 1                | Västtyskland  | 3    | 3      | 1     | 7      |
| 2                | Frankrike     | 2    | 1      | 0     | 3      |
| 3                | Sovjetunionen | 1    | 1      | 3     | 5      |
| 4                | Italien       | 1    | 1      | 2     | 4      |
| 5                | Ungern        | 1    | 0      | 2     | 3      |
| 6                | Polen         | 0    | 1      | 0     | 1      |
| 6                | Östtyskland   | 0    | 1      | 0     | 1      |

## Medaljörer

### Herrar
| Gren                              | Guld                                                                                              | Silver                                                                                          | Brons                                                                                              |
| Värja, individuellt Detaljer...   | Arnd Schmitt (FRG)                                                                                | Philippe Riboud (FRA)                                                                           | Andrej Tjuvalov (URS)                                                                              |
| Värja, lag Detaljer...            | Frankrike Frederic Delpla Jean-Michel Henry Olivier Lenglet Philippe Riboud Éric Srecki           | Västtyskland Elmar Borrmann Volker Fischer Thomas Gerull Alexander Pusch Arnd Schmitt           | Sovjetunionen Andrej Sjuvalov Pavel Kolobkov Vladimir Reznitstjenko Michail Tisjko Igor Tichomirov |
| Florett, individuellt Detaljer... | Stefano Cerioni (ITA)                                                                             | Udo Wagner (GDR)                                                                                | Aleksandr Romankov (URS)                                                                           |
| Florett ,lag Detaljer...          | Sovjetunionen Vladimir Aptsiauri Anvar Ibragimov Boris Koretskij Ilgar Mamedov Aleksandr Romankov | Västtyskland Matthias Behr Thomas Endres Matthias Gey Ulrich Schreck Thorsten Wiedner           | Ungern István Busa Zsolt Érsek Róbert Gátai Pál Szekeres István Szelei                             |
| Sabel, individuellt Detaljer...   | Jean-François Lamour (FRA)                                                                        | Janusz Olech (POL)                                                                              | Giovanni Scalzo (ITA)                                                                              |
| Sabel, lag Detaljer...            | Ungern Imre Bujdosó László Csongrádi Imre Gedővári György Nébald Bence Szabó                      | Sovjetunionen Andrej Alsjan Michail Burtsev Sergej Korjasjin Sergej Mindirgasov Georgij Pogosov | Italien Massimo Cavaliere Gianfranco Dalla Barba Marco Marin Ferdinando Meglio Giovanni Scalzo     |

### Damer
| Gren                              | Guld                                                                                        | Silver                                                                                                   | Brons                                                                             |
| Florett, individuellt Detaljer... | Anja Fichtel (FRG)                                                                          | Sabine Bau (FRG)                                                                                         | Zita Funkenhauser (FRG)                                                           |
| Florett, lag Detaljer...          | Västtyskland Sabine Bau Anja Fichtel-Mauritz Zita Funkenhauser Anette Klug Christiane Weber | Italien Francesca Bortolozzi-Borella Annapia Gandolfi Lucia Traversa Dorina Vaccaroni Margherita Zalaffi | Ungern Zsuzsa Jánosi Edit Kovács Gertrúd Stefanek Zsuzsanna Szőcs Katalin Tuschák |

## Deltagande nationer
Totalt deltog 317 fäktare (248 män och 69 kvinnor) från 42 länder vid de olympiska spelen 1988 i Seoul.
| | | | |
| - Argentina (2) - Aruba (1) - Australien (2) - Bahrain (4) - Belgien (2) - Bolivia (1) - Brasilien (4) - Bulgarien (5) - Colombia (5) - Egypten (2) - Filippinerna (1) | - Finland (1) - Frankrike (19) - Hongkong (7) - Indonesien (2) - Italien (20) - Japan (10) - Jordanien (1) - Kanada (18) - Kina (15) - Kinesiska Taipei (2) - Kuwait (8) | - Libanon (2) - Mexiko (1) - Monaco (1) - Nederländerna (5) - Nya Zeeland (1) - Paraguay (2) - Polen (18) - Portugal (3) - Rumänien (2) - Schweiz (7) | - Sovjetunionen (20) - Spanien (8) - Storbritannien (13) - Sverige (11) - Sydkorea (20) - Ungern (20) - USA (19) - Västtyskland (20) - Österrike (5) - Östtyskland (7) |